# 修羅雪姫
『修羅雪姫』（しゅらゆきひめ）は、小池一夫原作、上村一夫作画による、『週刊プレイボーイ』にて連載された漫画。また、それを原作とした映画。明治時代の日本を舞台にした異色の時代劇。2009年に池上遼一の作画による『修羅雪姫・外伝』も単行本化されている。 

## あらすじ
明治時代の日本。家族を殺され、悲惨な目にあった鹿島小夜は復讐相手の一人をどうにかしとめるが、獄中に入る。小夜は獄中で身篭り、産まれた女の子に雪と名づけ死ぬ。雪は剣豪でもあった道海和尚の元で厳しい修行を身に着け、自分を産んでくれた母に代わって復讐の旅を続ける。

## 漫画
『週刊プレイボーイ』に1972年2月から1973年3月にかけて連載された。全51回。阿久悠以外の原作者による初の本格的長編作品となった。のち、映画（梶芽衣子主演版）の公開に合わせ、『修羅雪姫（復活之章）』が同誌に1973年11月から1974年6月にかけて連載された。全30回。ただし、ストーリーは独自のもの。
- 『修羅雪姫』
  - 小池一夫選集(1)〜(3)、秋田漫画文庫、1976年
  - 艶姿白刃草紙(1)〜(5)、竹書房、1985年
  - 修羅怨念編(1)(2)、小池書院、2004年
- 『修羅雪姫（復活之章）』(1)(2)、小池書院、2006年

## 映画（梶芽衣子主演版）
東京映画製作・東宝配給により、1973年に公開された。原作では北浜おこのに対する仕打ちは破産に追い込むだけだったが、映画では別の展開となる。1974年に続編『修羅雪姫 怨み恋歌』が製作された。
製作が伝えられた1973年2月の時点では、監督は最初から藤田敏八の予定であったが、ヒロインは原作者の小池一夫が希望する小川知子が有力と報道されていた。ヒロインが梶芽衣子になった経緯は分からないが、梶になったことで企画は東映のパクリと叩かれた。劇画原作をもとに東映の『女囚701号/さそり』で一躍怨念女優として人気の出た梶芽衣子を東宝が主人公に招き、監督に日活の藤田敏八、音楽に歌謡界の平尾昌晃を招き、借り物ずくめの映画を作った。東宝は開き直り「各界のすぐれたものを積極的に吸収した」と話した。『キネマ旬報』1973年3月上旬号には「東映が梶の引き止めに成功。『修羅雪姫』出演はご破算。一転して打ち切りとみられたさそりシリーズが存続と決まり、第四作『女囚さそり』（『女囚さそり 701号怨み節』）が来年正月映画として製作されることになった」と書かれている。
梶が母親の恨みをニヒルにはらす武器は、蛇の目傘の柄に仕込んだ刀だが、これがジュラルミン製で重さが約1.5キロあり、梶が細腕で刀を振り回すシーンがたくさんあり、痩せすぎの梶は腕を痛めた。梶は東映で既に「女囚さそりシリーズ」を3本撮影しており、「さそりも修羅雪姫も復讐する女の役で、ついつい目付きが似てしまう」とこぼした。梶は本作品撮影後、東映に戻り、東映の1974年の正月映画でさそり4作目の『女囚さそり 701号怨み節』に撮影に入った。

### 『修羅雪姫』
1973年12月1日公開。

#### 出演者
鹿島 雪
演 - 梶芽衣子
明治7年生まれで成長後は20歳ぐらい。“修羅雪”を自称する。自身が生まれる前に殺された家族の仇（儀四郎たち4人）に激しい恨みの念を抱いている。剣術に長けており身のこなしも軽やか。賭場では、手本引らしき博打で胴元の役を担うこともできる。物心ついたころからお寅から生前の小夜の話を聞かされ、成長後家族を殺した相手を探して仇討ちをしようとする。
足尾 龍嶺（りゅうれい）
演 - 黒沢年男
小説を書いて新聞に作品を載せるなど書き物の仕事に携わる。仕事柄好奇心旺盛で何か面白そうなことがあると首を突っ込みたがる性格。上京した雪と偶然知り合い彼女が果たそうとする復讐に興味を持ち、彼女に関する小説を書く。
鹿島 剛
演 - 大門正明
雪の父。小学校教師。島根県会見郡にある小学校に新しく赴任するはずが村に着いた直後、儀四郎たち4人に「徴兵令により、政府から派遣された徴兵官が村人を徴兵しにきた」と勘違いされて殺される。
鹿島 小夜
演 - 赤座美代子
雪の母。剛の妻。剛が理不尽に殺されたことを恨み、その後加害者の一人である徳市を殺した罪で監獄に入れられる。その後獄中で産んだ赤子に雪と名付け、不憫に思いながらも自身がやり遂げられなかった復讐を娘に託す。
鹿島 司郎
演 - 内田慎一
雪の兄。年齢は今でいう小学校低学年ぐらい。父・剛を目の前で殺された直後、儀四郎たちにより自身も殺されてしまう。
三日月お寅
演 - 楠田薫
小夜の女囚仲間。以前は助産師らしきことをしていた女性。獄中出産をすることになった小夜のお産に立ち会い雪を取り上げる。出所後、雪と共に道海の寺に身を寄せて彼女の第二の母となる。
タジレのお菊
演 - 根岸明美
小夜の女囚仲間。お寅や他の女囚と共に小夜の出産に立ち会い、その直後に小夜の最後を看取る。出所後は東京の上野で暮らし再会した雪に復讐を遂げるよう助言する。
塚本 儀四郎
演 - 岡田英次
剛たちを襲った4人組の首謀者。村に転居してきた剛がたまたま白い服を着ていたことを利用して仲間4人で刺殺し、村人たちから金を騙し取って逃亡。その後自身は外国人相手にアヘンの密売をしている。
正景徳市（しょうけいとくいち）
演 - 地井武男
故人。剛たちを襲った4人組の1人。村人の金を4人で山分けした後、小夜を気に入り彼女を連れて上京し小料理屋を開くが、復讐する機会を伺っていた彼女に殺される。
北浜 おこの
演 - 中原早苗
悪女。剛たちを襲った4人組の1人。男たち3人が剛に手をかける間、自身は小夜と司郎の身動きを取れないようにする役目を負う。その後は東京で料亭の女将となる。気性が激しく相手を痛めつけることも平気でやってのける性格。
竹村 伴蔵（ばんぞう）
演 - 仲谷昇
剛たちを襲った4人組の1人。仲間で剛を殺した後小夜を襲う。村を出た後、海沿いの村で暮らすが病気がちになり、日常生活はなんとか送っているがまともに働けない状態。酒好きで博打好き。
竹村 小笛
演 - 中田喜子
伴蔵の娘。伴蔵と2人暮らし。気立ての良い性格で父親想い。働けない父の代わりに家で竹夫人を作る仕事をするなど働き者。
松右衛門
演 - 高木均
作中で地元の長のような存在。雪から伴蔵、儀四郎、おこのの3人を探してほしいと依頼を受ける。自身と左記の3人とは、同じ村出身。
勝目 大八
演 - 長谷川弘
濱勝組の親分。地元で賭場を開いたり、県の役人などを相手に女を充てがうなどしている。義理人情があり面倒見がいい性格。
代貸
演 - 松崎真
賭場でイカサマをする者がいないか睨みをきかせる人物。大きな数珠のような装飾品を首から下げている。
子分
演 - 阿藤海、大倉賢二
濱勝組の組員。代貸の直属の手下。伴蔵の家に訪れて様子を伺う。小刀を投げるのが得意。
柴山 源三
演 - 小松方正
浅草せんりょうかいの元締め。冒頭で雪が降る中手下が押す人力車に乗っていたところ、初めて会った雪に殺される。
道海和尚（どうかい）
演 - 西村晃
元旗本の僧侶。雪の育ての親。仏に仕える身でありながら雪を『修羅の子』と呼び、家族を殺した相手に復讐を遂げるという彼女の夢を後押しする。雪が子供のころから剣術や相手の攻撃を避ける身の交わし方などを厳しく教える。

#### スタッフ
- 脚本：長田紀生
- 監督：藤田敏八
- 音楽：平尾昌晃
- 美術：薩谷和夫
- 撮影：田村正毅
- 助監督：瀬川淑
- 擬闘 : 林邦史朗

#### 同時上映
- 『ザ・ゴキブリ』
  - 原作：新岡勲／脚本：剣持亘、小谷承靖／監督：小谷承靖／主演：渡哲也／東宝・石原プロモーション作品

### 『修羅雪姫 怨み恋歌』
- 1974年6月15日公開

#### 出演者
- 鹿島雪：梶芽衣子
- 徳永周介：原田芳雄
- 徳永乱水：伊丹十三
- 徳永あや：吉行和子
- 菊井精四郎：岸田森
- 蜍：南原宏治
- 吉沢：石矢博
- 柴由悠太郎：広瀬昌助
- 関口英三：溝口舜亮
- 岡田太吉：浜田晃
- 丸山警部：山本麟一
- 寺内謙道：安部徹

#### スタッフ
- 脚本：長田紀生、大原清秀
- 監督：藤田敏八
- 音楽：広瀬健次郎
- 撮影：鈴木達夫

#### 同時上映
- 『野獣死すべし 復讐のメカニック』
  - 原作：大藪春彦／脚本：白坂依志夫、工藤裕弘、須川栄三／監督：須川栄三／主演：藤岡弘

## 映画（釈由美子主演版）
2001年12月15日より東京テアトル配給により公開された。それまで天然ボケで売っていた釈由美子が、クールな演技と、骨折しても演じ続ける、根性のアクションで話題となった。アクション監督はドニー・イェンが担当した。
前作とは大幅に設定が変更されており、舞台も明治時代初期の日本から「鎖国政策が続くその国」になっており、ここでは主人公の雪は家族を惨殺した政府に復讐するために育てられた者ではなく、反政府組織を鎮圧するために育てられた暗殺集団の一員になっており、原作から名前を借りただけの、ほとんど別の作品である。しかし、暗殺集団の首領が雪の母親を殺した張本人であり、それを知った雪は母親の復讐のために政府に反旗を翻すという前作にも共通する「反抗」「復讐」という要素が取り入れられている。

### キャスト
- 雪：釈由美子
- 反政府組織の活動家の青年 隆：伊藤英明
- 反政府組織のリーダー 城所：佐野史郎
- 隆の妹 彩：真木よう子
- 建御雷家の刺客 双磨：長曽我部蓉子
- 建御雷家の刺客 檮：六平直政
- 建御雷家の刺客 蓮去：松重豊
- 逃亡者 安嘉：園岡新太郎
- 建御雷家の刺客 剪：塚本高史
- 雪の母 亞空：雅子
- 松尾：城戸裕次
- ターゲットの男：渕野俊太
- 運転手：博通哲平
- 老人 空暇：沼田曜一
- 建御雷家の首領 白雷：嶋田久作

### スタッフ
- 監督：佐藤信介
- 脚本：佐藤信介、国井桂
- アクション監督：ドニー・イェン
- スタントコーディネーター：谷垣健治、下村勇二
- 特技監督：樋口真嗣
- 音楽：川井憲次
- アソシエイトプロデューサー：梶研吾
- プロデューサー：一瀬隆重
- キャスティング - 山口正志
- 製作者：豊忠雄、熊澤芳紀、松下晴彦、石川富康、阪尾好将
- 製作プロダクション：オズ
- 製作：日活、パイオニアLDC、東京テアトル、オズ、ソニーPCL

## テレビドラマ/パチンコ
2011年3月27日にBS-TBSで単発作品として放送された。またこの映像が、同月に平和から発売されたパチンコ機「CR修羅雪姫」に使用されている。

### 出演者
- 鹿島雪：吉野公佳
- タジレのお菊：かとうかず子
- 塚本儀四郎：保阪尚希
- 正景徳市：四方堂亘
- 北浜おこの：田中美奈子
- 竹村伴蔵：曙
- 六江：秋山莉奈
- 道海：上田耕一
- 宮原骸骨：神山繁

### スタッフ
- 脚本：小杉哲大
- 監督：井上泰治
- 撮影：都築雅人
- 音楽：寺田志保
- 制作協力：東映太秦映像
- 製作：C.A.L

| 放送地域 | 放送局 | 放送期間      | 放送日時                 | 備考           |
| -------- | ------ | ------------- | ------------------------ | -------------- |
| 日本全域 | BS-TBS | 2011年3月27日 | 日曜 25時00分 - 26時00分 | BSデジタル放送 |

## 舞台

### 『修羅雪姫』
2021年11月、今泉佑唯（元欅坂46）の主演で舞台化。

#### 公演日程
2021年11月19日 - 21日（全5公演）、東京・CBGKシブゲキ!!

#### キャスト
- 今泉佑唯
- 大西桃香（AKB48）[6]
- 安田愛里（ラストアイドル）[6]
- 高橋龍輝 [7]
- 細貝圭[7]
- 松村龍之介[7]

#### スタッフ
- 構成演出 - 岡村俊一[7]
- 脚本 - 久保田創[7]
- 企画・製作・主催 - アール・ユー・ピー[8]

### 『修羅雪姫-復活祭50th- 修羅雪と八人の悪党』
1972年に連載開始された漫画『修羅雪姫』の誕生50周年を記念して上演。今泉佑唯が前作に続き主演を務めた。

#### 公演日程
2022年3月18日 - 27日（全12公演）、東京・紀伊國屋ホール

#### キャスト
- 今泉佑唯
- 高橋龍輝
- 瀬戸利樹
- 細貝圭
- 水野絵梨奈
- 井尻晏菜
- 玉城裕規
- 池田純矢

#### スタッフ
- 構成演出 - 岡村俊一
- 脚本 - 久保田創
- 提携 - 紀伊國屋書店[11]
- 企画・製作・主催 - アール・ユー・ピー[11]

## 本作品の影響
梶芽衣子版の映画を観たクエンティン・タランティーノが大きな影響を受け、2003年に監督した『キル・ビル Vol.1』の中で、この作品へのオマージュを捧げている。
東宝プロデューサーの富山省吾や映画監督の手塚昌明は、釈由美子版を観て釈を『ゴジラ×メカゴジラ』の主演に起用したといい、役柄も本作品に近いものとなっている。